# Храм Александра Невского (Кинешма)
Храм Александра Невского — православный храм в городе Кинешме Ивановской области. Относится к Кинешемской епархии Русской православной церкви. Построен в 1895 году в русском стиле. Памятник архитектуры федерального значения.

## Местоположение
Расположен в заречной части города, на небольшой площади при пересечении Юрьевецкой улицы с улицей Аристарха Макарова (Томненским шоссе).

## История
Возведён в 1895 году на восточной окраине города при Спасо-Успенском кладбище на средства Кинешемского мещанского общества.

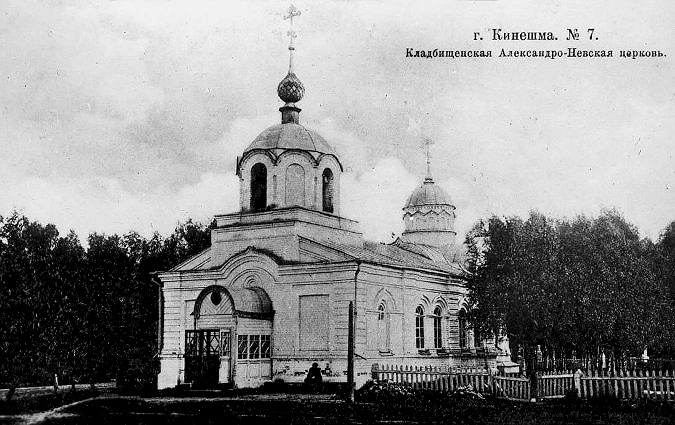
Храм в начале XX века

В издании «Краткие статистические сведения о приходских церквах Костромской епархии» 1911 года Александро-Невская церковь значится как бесприходная. При церкви имелось Спасо-Успенское кладбище, окопанное рвом и с трёх сторон обнесённое деревянной изгородью. Престол был один, в честь благоверного князя Александра Невского. Постоянных средств церковь не имела. Причт включал священника и псаломщика. Постоянные средства причта составляли: жалование от мещанского общества — священнику 300 рублей, псаломщику — 100 рублей и проценты с общего причтового капитала в 250 рублей. Помещения для причта были церковные. Церковной земли в пользовании причта не имелось.
Церковь была закрыта в конце 1930-х годов, сразу вслед за закрытием в Заречье кладбища. В течение долгого времени она оставалась бесхозной. На церкви и колокольне были утрачены главы, многие оконные проёмы заложены кирпичом, а внутри трапезной построена капитальная перегородка. В конце 1950-х годов храм приспособили под складские нужды кинешемского торга. В 1976 году храм как памятник архитектуры был поставлен на государственный учёт.
В 1993 году передан Русской православной церкви, в этом же году образован приход. Была проведена реставрация. В 2002 году возобновлены богослужения. До 2008 года к приходу относилось 6 храмов. В 2008 году произошло разделение прихода с выделением из него трёх приходов, в результате чего все виды приходской деятельности были значительно сокращены.

## Архитектура и интерьер
Напоминает Софийский собор, представляя собой как бы его копию в миниатюре. Построен из кирпича, стены побелены. Небольшой четверик с полукруглой, вытянутой и немного суженной апсидой под высокой купольной кровлей. К четверику примыкает более широкая трапезная, которая составляет единый прямоугольный объём с основанием колокольни и притворами по его сторонам. Барабан главы и восьмериковый ярус колокольни, который поднят на двухступенчатом основании, перекрыты куполами. Купола почти одинаковые по высоте и незначительно превышают основной одноэтажный объём здания с высокими полукружиями-порталами над северным, южным и западным (где он несколько понижен) входами. Существенно выступающие перспективные архивольты порталов имеют килевидное подвышение.
Основной мотив убранства фасадов представляют сдвоенные и одинарные арочные окна, которые заключены в наличники с килевидным верхом. Окна частью ложные, некоторые превращены в прямоугольные. На стенах трапезной они разделены рустованными пилястрами, а на четверике фланкированы полуколоннами порталов. Круглые окна барочного типа имеют четыре квадратных накладка по окружности и находятся в центре портальных тимпанов боковых фасадов.
Во внутреннем пространстве основной четверик имеет срезанные углы и перекрыт восьмилотковым сводом с узкими диагональными лотками. Коробовый свод алтаря переходит в конху. В трапезной два поперечно ориентированных лотковых свода разделяются подпружной аркой. На стенах сохранились фрагменты живописных фигур с нимбами.

## Социальное служение
Настоятель храма (с 2008) протоиерей Димитрий Иванов, свободно владеет цыганским языком и перевёл на него православные молитвы. Отец Димитрий ведёт проповедь, в том числе на цыганском, в среде цыганской общины Кинешмы. Местные цыгане считают его «своим батюшкой».